# 崔祖思
崔祖思（？—？），字敬元，清河郡東武城縣（今河北省衡水市故城县）人。南北朝時期南朝宋及南齊時期官員。祖父崔諲是南朝宋的冀州刺史；父親崔僧護為州秀才。

## 生平
崔祖思年輕時就很有志向和氣魄，又愛讀典籍史書，獲州府辟為主簿。泰始三年（467年）,北魏軍隊擊敗了迎降先前在義嘉之難中叛變的徐兗青冀諸州之的沈攸之及張永大軍，輔國將軍蕭道成時假冠軍將軍出鎮淮陰防備，崔祖思則前去交結道成，當了道成的輔國主簿，並得親待並參與謀劃之事。後歷奉朝請、安成王劉準的撫軍行參軍、員外郎、正員郎及冀州中正等職。蕭道成至宋末消滅沈攸之、袁粲等反對他的勢力後已完全掌控宋廷朝權，時宋廷正準備封道成為「梁公」，崔祖思卻以預言書有言「金刀利刃齊刈之」而請改封齊以應之，道成遂封齊公，祖思任道成的相國從事中郎，後轉齊國內史。建元元年（479年），蕭道成篡宋建齊，祖思入齊長兼給事黃門侍郎。不久轉任寧朔將軍、冠軍司馬，領齊郡太守。同年年末因應北魏有南侵行動而改任冠軍將軍、軍主, 外屯淮上。建元二年（480年）進號征虜將軍、軍主，後以征虜將軍轉假節、督青冀二州刺史。祖思在州清廉勤勞，而且謙卑待人，議論也不會觸及到敏感時事，遂得蕭道成改觀器重，但祖思不久就去世了，蕭道成還感嘆道：「我方欲用祖思，不幸，可惜。」下詔賜三萬錢、五十匹布給其家。

## 逸事
- 崔祖思早年曾與上司青冀二州刺史垣護之到訪堯廟，發現廟內也放有蘇峻的神像，垣護之就想將蘇峻像移出，問祖思意見，祖思則認為蘇峻就像堯時四凶那樣，認同移去，護之遂下令將境內廟宇雜神都移除[1][2]。
- 蕭道成受封齊王後的一次設宴中，作為北來士族的崔祖思看到端上來的菜羹及魚膾後說：「這種美味應該不論南北都推崇。」出身吳姓士族吳興沈氏的侍中沈文季聞言即說：「羹膾是吳地食品，不是你所說的那樣。」祖思則引《詩經》中「炰鱉膾鯉」一句稱這不是吳國人寫的詩句作反駁，而沈文季就答：「千里蓴羹，怎可能和魯衞地方拉上關係。」蕭道成看得很高興，也就出言承認作為吳地美食的蓴羹正如沈文季所說[3]。
- 宋末蕭道成將加九錫，朝廷中人大多支持，但崔祖思此時卻像荀彧昔日反對曹操受封魏公一樣表示道成不應接受，道成聞言直說：「祖思效法荀令，這絕不是我想希望的。」自此就再沒授實際職務給祖思，而加以崇重禮敬。那時蕭道成也派垣崇祖探問過垣閎及崔文仲對道成篡位的意向，本身是在宋以軍功受封樂鄉縣侯的垣閎明言自己先後受宋室及蕭氏恩，對這事不敢支持但也不敢反對；而垣崇祖及崔文仲都同意當「見幾而作」，暗示要順著其時道成篡位之大勢。最終建齊後蕭道成將垣閎的宋爵保留不削除，文仲及崇祖都得封侯，祖思就只得加官給事黃門侍郎。

## 延伸阅读
[在维基数据编辑]
 《南齊書·卷28》，出自萧子显《南齊書》
 《南史·卷47》，出自李延壽《南史》